# Artibeus obscurus
Artibeus obscurus é uma espécie de morcego da família Phyllostomidae. Pode ser encontrada na Colômbia, Venezuela, Guiana, Suriname, Guiana Francesa, Brasil, Equador, Peru e Bolívia.

## Descrição
São relativamente pequenos, com um comprimento médio de corpo de 8 cm (3,1 pol.) e pesando de 30 a 52 g (1,1 a 1,8 oz). Sua pelagem é mais longa e escura do que a de seus parentes mais próximos , sendo marrom-escura a preta fuliginosa na maior parte do corpo, com uma cobertura branca. As partes inferiores são mais claras, e também há listras tênues de pelagem clara no rosto. A folha nasal é larga, com uma ferradura distinta separada do lábio superior. O focinho é relativamente estreito para um morcego de seu pequeno tamanho, e as orelhas são arredondadas, com um tragus pontiagudo. 

## Galeria

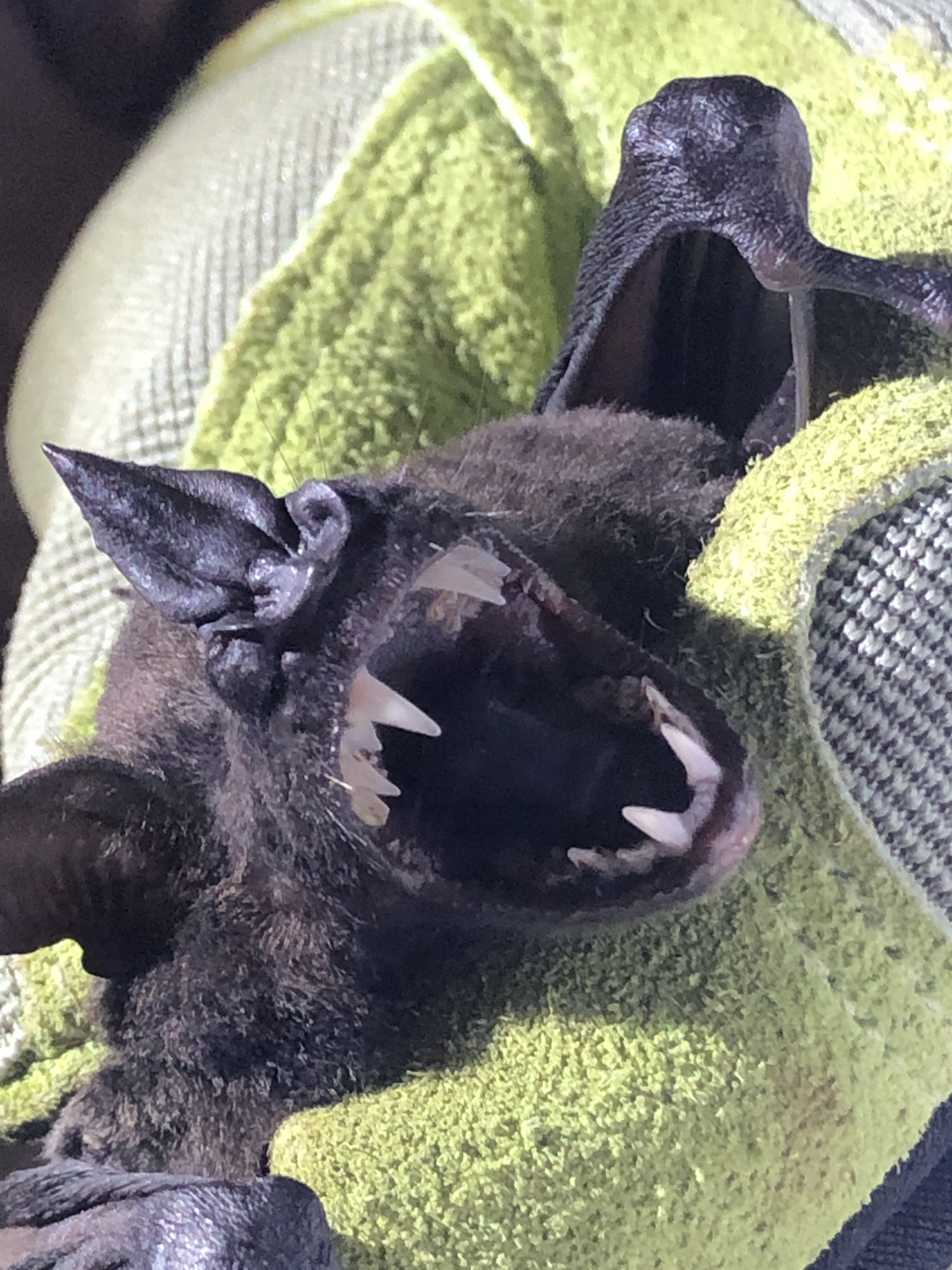
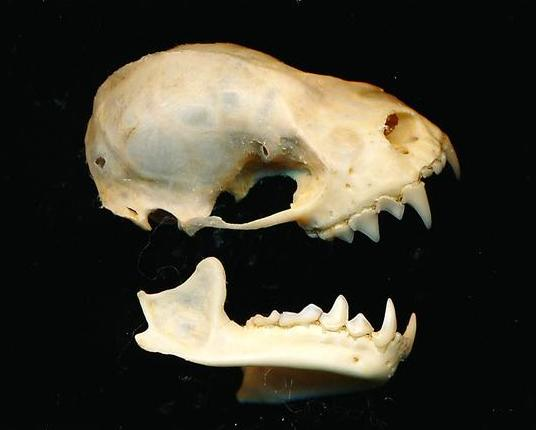
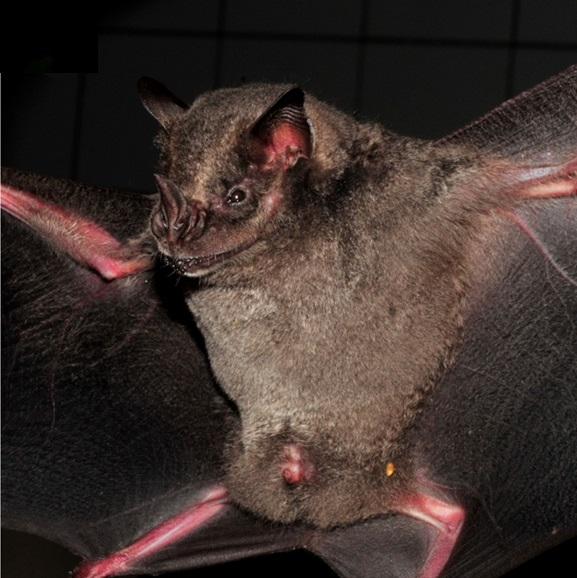
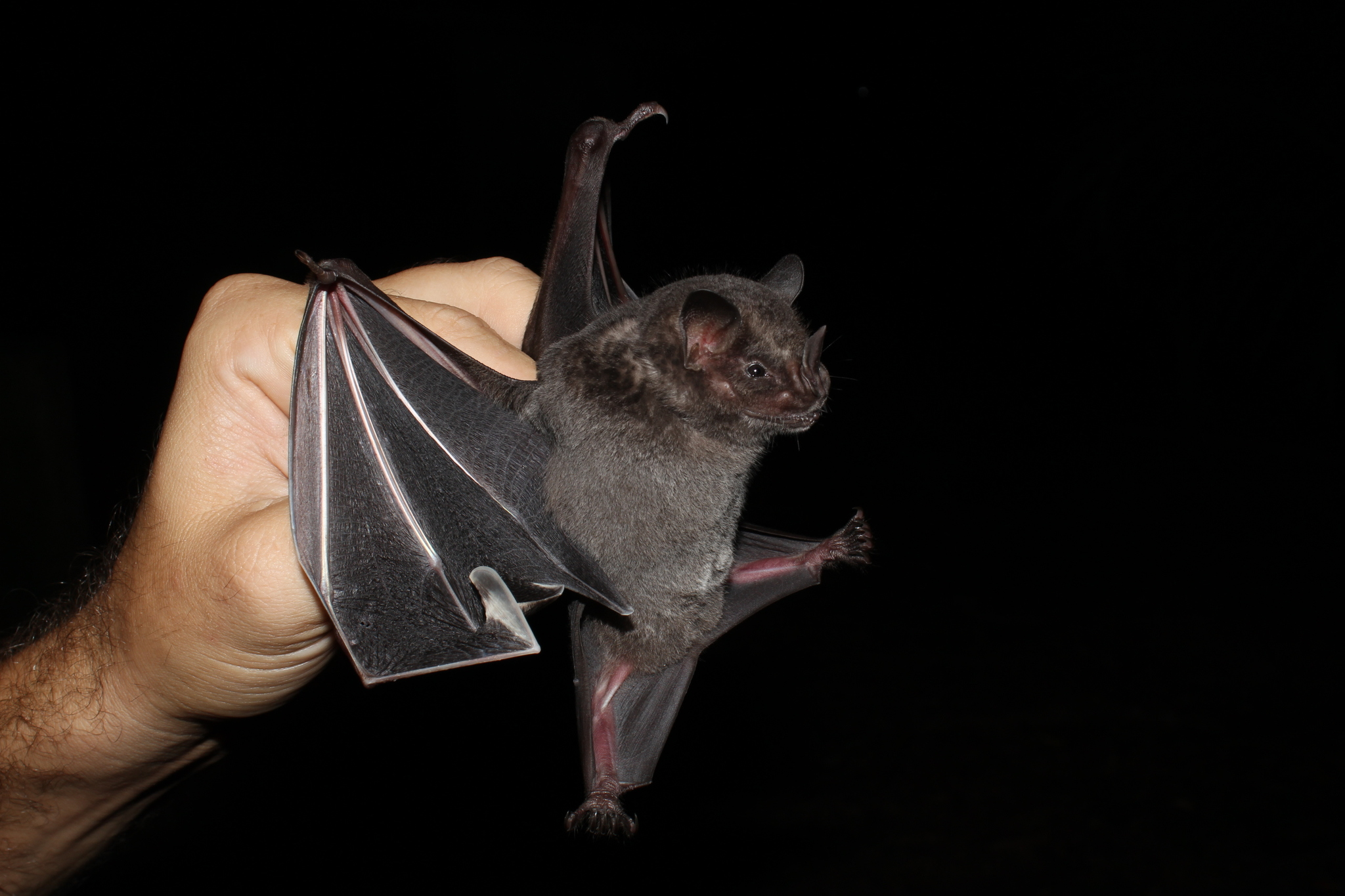
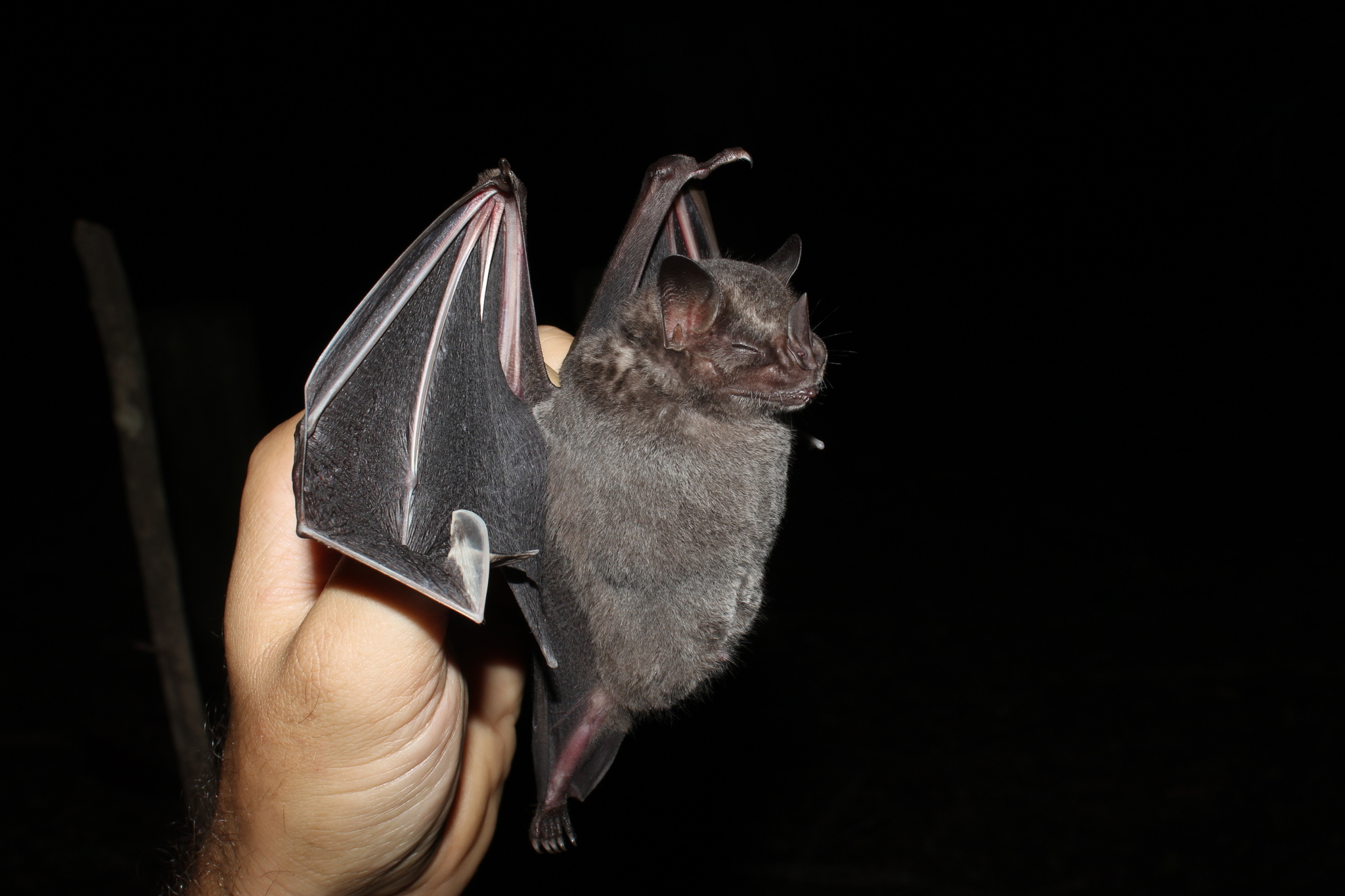
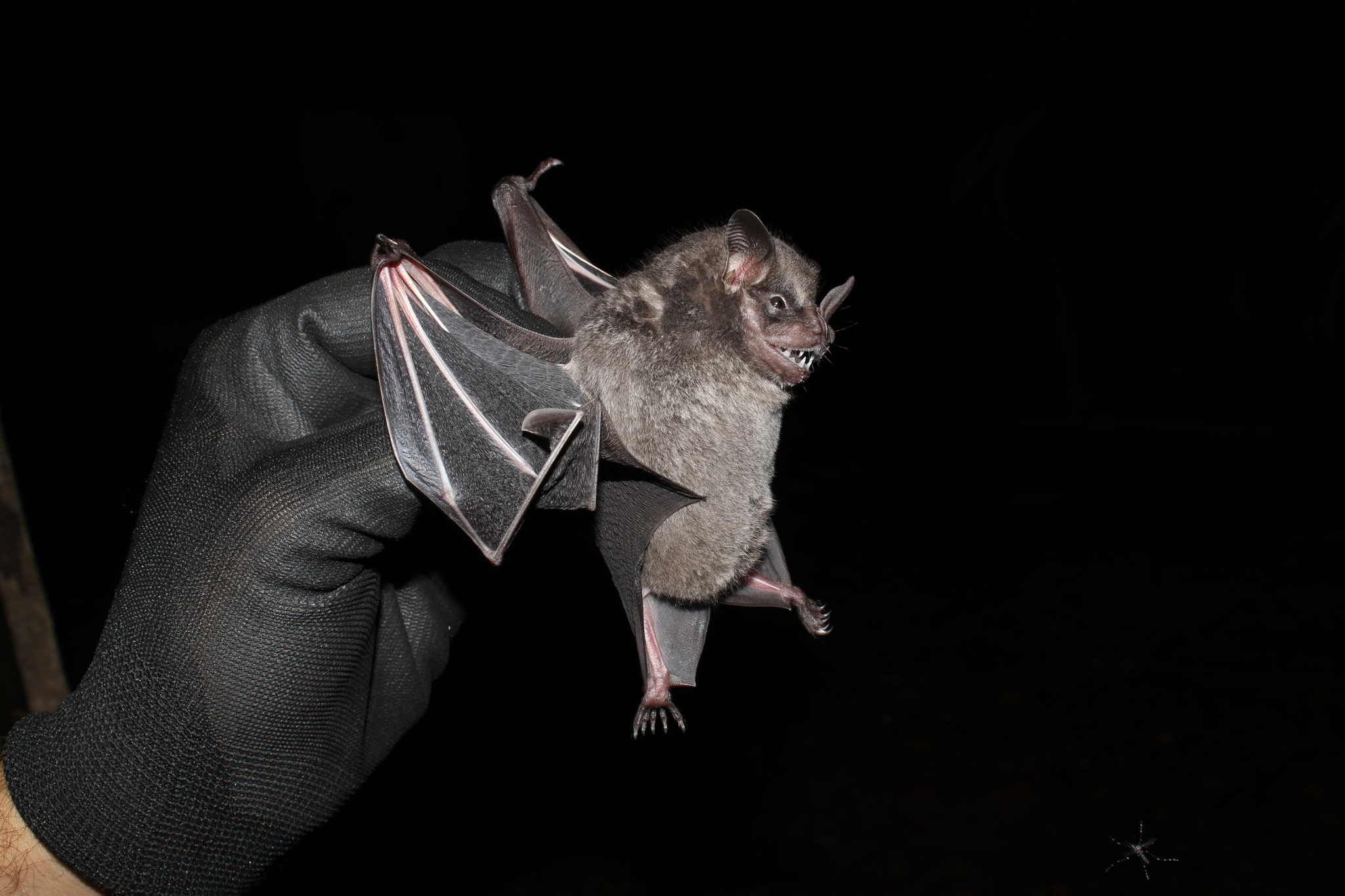